# Granavollen Stein

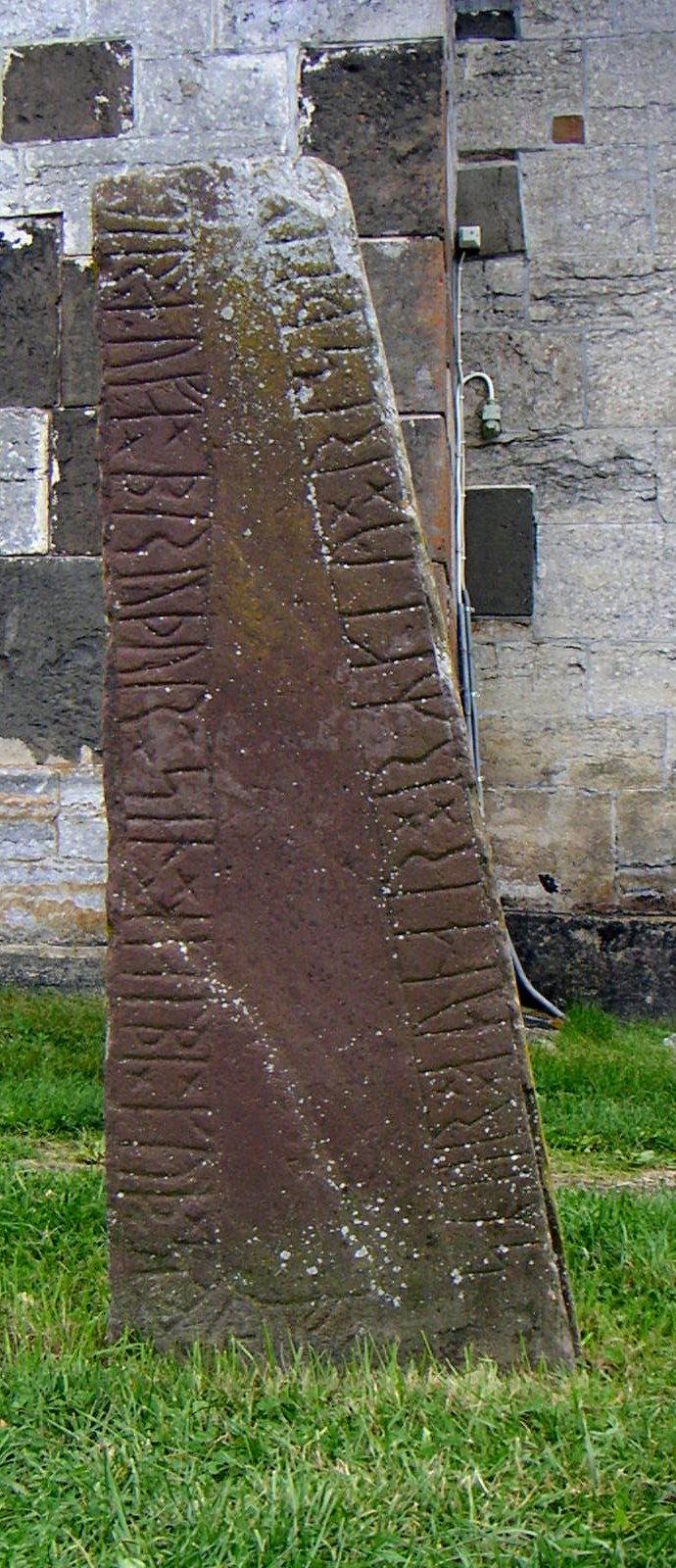
Granavollen Stein

Der Granavollen Stein (Rundata N 63) ist ein Runenstein auf dem Friedhof der Nikolaikirche von Gran im norwegischen Innlandet. Die Kirche ist eine der beiden mittelalterlichen sogenannten Schwesterkirchen (norwegisch Søsterkirkene) (die andere befindet sich in Hadeland). Die randständige Inschrift aus dem 11. Jahrhundert ist im RAK-Stil (980–1015 n. Chr.) geschnitzt, der ältesten Art. RAK-Inschriften haben kein Schlangendesign, ihre Runenbänder enden gerade.
Der kleine Stein ist etwa einen Meter hoch, an der Basis etwa 40 cm breit und 20 cm dick. Der völlig ebene Stein hat eine trapezoide Form und wird oben schmaler. Der Runentext wird in die letzte Hälfte des 11. Jahrhunderts datiert und ein gewisser Aun erinnert hier an seinen Bruder Aufi. Der Text endet mit einem Gebet für „Aufis Sal“, oder Seele, eine Formel, die erst nach der Christianisierung verwendet wurde.